# Escala (Altos Pirenéus)
Escala é uma comuna francesa na região administrativa da Occitânia, no departamento dos Altos Pirenéus. Estende-se por uma área de 3.88 km², e possui 369 habitantes, segundo o censo de 2018, com uma densidade de 95 hab/km².